# Homens da Luta
Homens da Luta (Des hommes de lutte) est un groupe de musique portugais fondé par deux frères: Vasco Duarte (Falâncio) et Nuno Duarte "Jel" (Neto). Ses chansons ont souvent pour thème les luttes révolutionnaires. Ils sont apparus pour la première fois dans des séquences improvisées sur une chaine portugaise, avec des sketchs inspirés par la révolution des Œillets[réf. nécessaire].
Après une première tentative en 2010, le duo représente le Portugal à l'Eurovision 2011 à Düsseldorf en Allemagne avec la chanson A luta é alegria (La lutte est allégresse).